# تاريخ بيتكوين

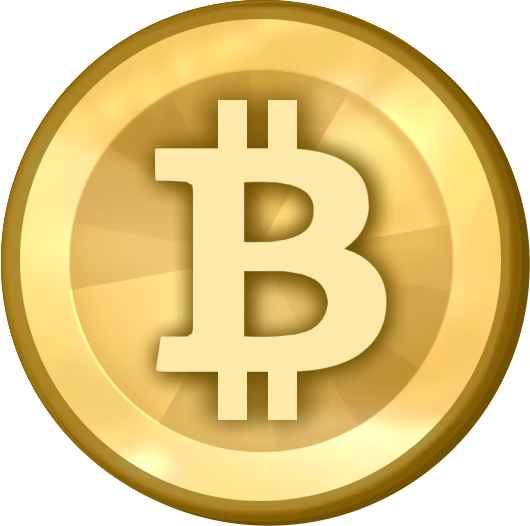
شعار عملة بتكوين

عدد معاملات بيتكوين شهريا (مقياس لوغاريتمي)

بيتكوين هي عملة معماة يمكن مقارنتها بالعملات الأخرى مثل الدولار أو اليورو، لكن مع عدة فوارق أساسية، من أبرزها أن هذه العملة هي عملة إلكترونية بشكل كامل تتداول عبر الإنترنت فقط من دون وجود فيزيائي لها. كما أنها تختلف عن العملات التقليدية بعدم وجود هيئة تنظيمية مركزية تقف خلفها، لكن يمكن استخدامها كأي عملة أخرى للشراء عبر الإنترنت أو حتى تحويلها إلى العملات التقليدية. حيث قام المدعو ساتوشي ناكاموتو بدمج العديد من الأفكار الموجودة في مجتمع سايبربانك عند إنشاء البيتكوين.

## ما قبل بيتكوين
قبل إصدار بيتكوين كان هناك عدد من التقنيات النقدية الرقمية بدءاً من تقنية ecash لعالم الرياضيات ديفيد تشوم في عام 1987، وهي نقود إلكترونية على أساس بروتوكولات التشفير. وستيفان براندس. في عام 1997 قام آدم باك بتطوير تقنية hashcash، وهو إثبات عمل لمكافحة البريد المزعج.
 بين عامي من 1998-2005، أطلقت (وي دي) فكرة التشفير اللامركزية. قام (نيك زوبير) بتطوير مشروع "bit gold" وهي عملة رقمية على أساس اللامركزية كاستخدام العديد من العناصر التي نجدها في البيتكوين وتعرض هذا النظام لهجوم قوي.
كان هناك الكثير من التكهنات بشأن هوية ساتوشي ناكاموتو مع المشتبه فيهم بما في ذلك وي داي، وهال فيني. كما أنه كان هناك بعض الشائعات باحتمالية أن يكون ساتوشي ناكاموتو كان يعمل في القطاع المالي الأوروبي.

## بدايتها ونشأتها
الأسطورة تقول أن «ساتوشي ناكاموتو» بدأ العمل على مبدأ بيتكوين في العام 2007 في اليابان. ويقال بأن ناكاموتو هو اسم مستعار جماعي لأكثر من شخص واحد. في شهر أغسطس من العام 2008، تم تسجيل موقع bitcoin.org كنطاق وتم إطلاق النسخة الأولى من العملة في شهر يناير 2009. سعر صرف الإصدار الأول من bitcoin حدد قيمتها عند 1309.03 Bitcoin لكل دولار أمريكي، باستخدام المعادلة التي تتضمن تكاليف الكهرباء لتشغيل الكمبيوتر الذي يصدر وحدات Bitcoin.
تأسس سوق بتكوين كبورصة لعملة بيتكوين في شهر فبراير 2010 وأول تعامل عالمي حقيقي باستخدامها حدث عندما تم دفع 10,000 بيتكوين مقابل بيتزا على منتدى بيتكوين. عند ذلك الوقت، سعر الصرف لشراء البيتزا كان حوالي 25 دولار أمريكي.
كما يمكن أن نتوقع، عندما تم تقديم bitcoin بداية، فإن أغلبية الناس كانوا مترددين بشأن العملة الإفتراضية. لم يعلموا ما يصنعوا بعملة لا يمكن مشاهدتها ولا لمسها. حقيقة أنها قدمت كعملة لا مركزية من دون أي تشريع على الإطلاق لم تعجب أغلبية الناس. الأمر الذي كان هاماً هو أن بيتكوين يمكن شرائها عند سعر متدني جداً ولم يكن هناك مجال إلا أن ترتفع.
في نوفمبر 2008، تم نشر ورقة في قائمة بريدية مشفرة تحت اسم ساتوشي ناكاموتو بعنوان  بيتكوين: نظام النقد الإلكتروني ند لند . وتناولت هذه الورقة طرقا مفصلة لاستخدام شبكة ند لند لخلق ما وصف بأنه «نظام للمعاملات الإلكترونية دون الاعتماد على الثقة». في يناير 2009، خرجت شبكة بيتكوين إلى حيز الوجود مع ظهور أول عميل بيتكوين وإصدار العملات الأولى.
واحد من أوائل المؤيدين، والمتبنين، والمساهمين في بيتكوين، وأول من تعامل بالبيتكوين كان المبرمج هال فيني. فيني قام لتحميل برمجيات موقع بيتكوين في نفس اليوم الذي صدر فيه، وتلقى 10 عملات من ناكاموتو في أول معاملة بيتكوين في العالم. وكان من بين أوائل المؤيدين الآخرين وي داي، منشأ الموقع التالي بعد بيتكوين b-money، ونيك زابو، منشأ الموقع التالي  bit gold .
في الأيام الأولى، يقدر أن ناكاموتو كان يمتلك مليون بيتكوين. قبل أن يختفي من أي تورط في بيتكوين، ناكاموتو قام بتسليم المقاليد إلى المطور غافن أندرسن، الذي أصبح بعد ذلك مطور بيتكوين الرائد في مؤسسة بيتكوين.

## تطورها

### عام 2008
قام ساتوشي ناكاموتو بعمل أول موقع ودومين باسم bitcoin.org.

### عام 2009
الصفقة الأولى لعملة البيتكوين كانت بين ساتوشي ناكاموتو وهال فيني والمبلغ 100 بيتكوين.وتم الإعلان عن إنشاء موقع جديد ونشر النسخة الأولى من البرنامج P2P Foundation. تم نشر أول سعر تداول بين هذه العملة والدولار وكان 1 بيتكوين يبلغ 0.001 دولار.

### عام 2010
أشترى لازلو هانيتش يبتزا ب 10.000 بيتكوين. إنشاء منصة لتبادل البطاقات التجارية الذي أصبحت فيما بعد أكبر موقع لتبادل هذه العملة. إرسال رسالة تخبر أن ساتوشي ناكاموتو ترك المشروع أي أنه سينتقل لمشروع آخر.

### عام 2011
ارتفعت قيمة البيتكوين لتكافئ الدولار ثم اليورو. اهتمت وسائل الإعلام بهذه العملة وارتفعت قيمة البيتكوين الواحد إلى 31 دولار.
في 22 مارس 2011، نشرت "WeUseCoins" أول فيديو فيروسي  والذي حظي بأكثر من 6.4 مليون مشاهدة.وفي 23 كانون الأول / ديسمبر 2011، قدم دوغلاس فيغيلسون من شركة بيتبيلز طلبا للحصول على براءة اختراع من أجل «إنشاء واستخدام العملة الرقمية» في مكتب الولايات المتحدة للبراءات والعلامات التجارية.

### 2012
تم إنشاء مؤسسة لتوحيد هذه العملة وحمايتها. وقام البنك المركزي الأوروبي بنشر تقرير مفصل عن العملات الافتراضية.ووردبريس تقبل العملة لدفع خدمات إضافية لها. تم وضع مكافئة لشعبة التعدين تتراوح بين 25-50 بيتكوين.

### 2013
العملة تتعدى ألف دولار في الولايات المتحدة. ومفاجئة صعود هذه العملة والبنوك المركزية في الصين، وفرنسا، وموريشيوس، والهند تصاب بالذعر. البنك المركزي الهندي بدوره يتصل حول العملات الافتراضية ولاسيما البيتكوين.
سمحت شركة أبل بتداول استخدام العملة عبر تطبيقاتها.

### 2014
شركة (أوفر ستوك) تصبح أكبر شركة تقبل البيتكوين لبيع التجزئة على الشابكة.
جامعة كمبريا في انكلترا تدفع الرسوم الدراسية بالبيتكوين.
شركه (تايجر دايركت) العملاقة لبيع أجهزة الحاسوب تعتمد هذه العملة في مداولاتها. ولكن البنك المركزي في الاتحاد السوفيتي أصدرت تحذيراً ضد البيتكوين.
وتم إغلاق (إم تي جوكس) أقدم منصة تبادل عملة البيتكوين،
ثم أعلنت رسميا إفلاسها. وتلا ذلك أن المنصة التاريخية (فيركوريكس) قامت بتعليق عملياتها.
متاجر مونوبري الفرنسية تعلن خطوتها لقبول البيتكوين وهي مجموعة متاجر بيع بالتجزئة موجودة بفرنسا وبضعة دول أخرى.
موقع المعلومات الاقتصادية والمالية بلومبيرج إل بي يعرض مسار البيتكوين، بلومبيرج إل بي هي وكالة أنباء دوليه تقدم التقارير المتعلقة بالأخبار المالية. أصبحت مزود الأقمار الصناعية بالولايات المتحدة أكبر شركة في العالم لقبول البيتكوين.

### 2015
في يناير 2015 رفعت شركة coinbase تمويلها إلي 75 مليون دولار أمريكي، محطمة بذلك الرقم القياسي السابق لشركة بيتكوين. أعلنت شركة غوكس، التي تتخذ من المملكة المتحدة مقرا لها (بيتستامب) أن تبادلها سيتم استمراره دون اتصال أثناء التحقيق في الاختراق الذي أدى إلى فقد حوالي 19,000 بيتكوين (أي ما يعادل حوالي 5 ملايين دولار في ذلك الوقت) سرقت من محفظتها الساخنة. ظل التبادل متوقف لعدة أيام وسط تكهنات بأن العملاء قد فقدوا أموالهم. استأنف بيتستامب التداول في 9 يناير بعد زيادة الإجراءات الأمنية وضمان العملاء بأن أرصدة الحسابات الخاصة بهم لن تتأثر
.
هبط سعر البيتكوين خلال الأسبوع الأول من السنة الجديدة 2015 وخسر حوالي 51 دولار في يومين فقط، ووفقا لمؤشر كوين ديسك فان السعر افتتح على 314.59 دولار وأغلق في اليوم التالي على 263.63 دولار.
تم فتح آلاف المواقع لجمع وتعدين البيتكوين.

### 2016
أصبحت أغلب مواقع الربح والاستثمار تتعامل بالبيتكوين. وأصبح سعر البيتكوين يتراوح ما بين 600 دولار إلي 610 دولار.

### 2017
لا يزال عدد الشركات التي تقبل بيتكوين في الزيادة. في يناير 2017، زاد عدد المخازن على الشابكة التي تقبل البيتكوين في اليابان 4.6 مرات خلال العام الماضي. أعلن الرئيس التنفيذي لشركة بيتباي ستيفن بير أن معدل المعاملات للشركة قد تضاعف 3 مرات من يناير 2016 إلى فبراير 2017.
البيتكوين تكسب المزيد من الشرعية بين الشركات المالية القديمة. فعلى سبيل المثال، أصدرت اليابان قانونا لقبول بيتكوين كطريقة دفع قانونية، وأعلنت روسيا أنها سوف تقنن استخدام العملات المعما مثل بيتكوين.

## تاريخ قيمة البيتكوين وأسعارها

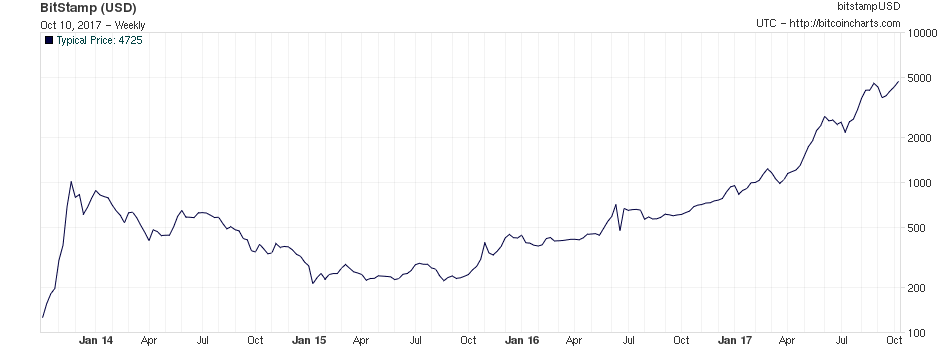
وبلغ سعر البيتكوين 1،139.9 دولار أمريكي في 4 يناير 2017. (مقياس لوغاريتمي)

ومن بين العوامل التي ربما ساهمت في هذا الارتفاع هي أزمة الديون السيادية الأوروبية، وخاصة الأزمة المالية القبرصية 2012-2013 وتصريحات فينسن لتحسين الوضع القانوني للعملة وارتفاع الاهتمام بالإعلام والإنترنت.
حتى عام 2013، كانت جميع التعاملات في أسواق البيتكوين تقريبا تتم بالدولار الأمريكي.
وحيث أن قيمة السوق من إجمالي المخزون من البيتكوين أصبحت تقترب من المليار دولار، فإن بعض اللإقتصاديين أطلقوا علي أسعار البيتكوين فقاعة.
| التاريخ                | دولار: 1 بيتكوين | ملاحظات |
| ---------------------- | ---------------- | --- |
| يناير 2009 – مارس 2010 | -                | [ 99 ] |
| أبريل 2010             | $0.003           | في 25 أبريل 2010، موقع BitcoinMarket.com هو الأول الذي يبدأ التشغيل.                                                                |
| مايو 2010              | أقل من $0.01     | في 22 مايو 2010 قام لازلو هانيتش بأول صفقة في العالم الحقيقي من خلال شراء اثنين من البيتزا في جاكسونفيل، فلوريدا بـ 10,000 بيتكوين. |
| يوليو 2010             | $0.08            | في خمسة أيام، ارتفع سعر 1000٪، حيث ارتفع من 0.008 $ إلى 0.08 $.                                                                     |
| Feb 2011 – أبريل 2011  | $1.00            | البيتكوين يصبح مكافئ للدولار الأمريكي.                                                                                              |
| 8 يوليو 2011           | $31.00           | قمة "الفقاعة" الأولى، يليها أول انخفاض في السعر.                                                                                    |
| ديسمبر 2011            | $2.00▼           | الحد الأدنى بعد بضعة أشهر |
| ديسمبر 2012            | $13.00           | ترتفع القيمة ببطء لمدة عام |
| 11 أبريل 2013          | $266             | أعلى ارتفاع، حيث كانت القيمة تنمو بنسبة 5-10٪ يوميا.                                                                                |
| مايو 2013              | $130▼            | استقرار وبطء في الارتفاع. |
| يونيو 2013             | $100▼            | في يونيو انخفض ببطء إلى 70 $، ولكن ارتفاع في يوليو إلى 110 $                                                                        |
| نوفمبر 2013            | $350 — $1,242    | ارتفع إلى 1,242 $ في 29 تشرين الثاني / نوفمبر 2013.                                                                                 |
| ديسمبر 2013            | $600 — $1,000▼   | انخفض السعر إلى 600 $، وانتعش مرة أخرى إلى 1000 $، ثم انخفض ثانية إلى 500 $. واستقر في النهاية عند ~ $ 650- $ 800 مجموعة.           |
| يناير 2014             | $750 — $1,000    | ارتفع السعر إلى 1000 دولار لفترة وجيزة، ثم استقر في نطاق $ 800- $ 900 لبقية الشهر.                                                  |
| فبراير 2014            | $550 — $750      | انخفض السعر بعد اغلاق Mt. Gox قبل أن يتعافى مرة ثانية إلى نطاق 600- 700 $.                                                          |
| مارس 2014              | $450 — $700      | استمر السعر في الانخفاض بسبب تقرير كاذب بشأن حظر بيتكوين في الصين                                                                   |
| أبريل 2014             | $340 — $530▼     | كان أدنى سعر منذ الأزمة المالية القبرصية 2012-2013 في الساعة 3: 25 صباحا في 11 أبريل                                                |
| مايو 2014              | $440 — $630      | زيادة أكثر من 30٪ في الأيام الأخيرة من شهر مايو.                                                                                    |
| مارس 2015              | $200 — $300▼     | وانخفض السعر إلى أوائل عام 2015. |
| أوائل نوفمبر 2015      | $395 — $504      | ارتفاع كبير في القيمة من 225-250 في بداية أكتوبر إلى مستوى قياسي عام 2015 بـ504 $.                                                  |
| مايو-يونيو 2016        | $450 — $750      | ارتفاع كبير في القيمة بدءا من 450 $ والوصول إلى حد أقصى قدره 750 $.                                                                 |
| يوليو-سبتمبر 2016      | $600 — $630▼     | استقر السعر في نطاق 600 دولار. |
| أكتوبر-نوفمبر 2016     | $600 — $780      | ارتفع البيتكوين إلى 700 دولار. |
| يناير 2017             | $800 — $1,150    | |
| 5-12 يناير 2017        | $750 — $920▼     | |
| 2-3 مارس 2017          | $1,290+          | [ 109 ] [ 110 ] |
| أبريل 2017             | $1,210 — $1,250▼ | |
| مايو-يونيو 2017        | $2,000 — $3,200+ | |
| أغسطس 2017             | $3800 —$4400+    | ارتفعت قيمته حتى 4404 $ في 14 أغسطس.                                                                                                |
| ديسمبر 2017            | $18500 —$19400+  | وصل إلى أعلى سعر في تاريخ بيتكوين، وهو أعلى مستوى له بـ19400 $ في 11 ديسمبر.                                                        |